# Génération perdue 3 : L'Origine du mal
Série
Génération perdue 2
(2008)
Pour plus de détails, voir Fiche technique et Distribution.
Génération perdue 3 : L'Origine du mal (Lost Boys: The Thirst) est un film américano-germano-sud-africain réalisé par Dario Piana, sorti directement en vidéo en 2010. Il fait suite au film culte de vampires Génération perdue (1987) de Joel Schumacher et à Génération perdue 2 (2008). Corey Feldman et Jamison Newlander interprètent à nouveau les frères Frog et tiennent les rôles principaux.

## Synopsis
À San Cazador, en Californie. Edgar Frog a désormais la quarantaine et s’est établi à l'écart de tous, dans une vieille caravane. L’arrivée de Gwen Lieber, une célèbre autrice de fantasy urbaine, vient perturber sa vie monotone. Gwen demande son aide afin de retrouver son jeune frère Peter, qu’elle pense avoir été enlevé par des vampires.
Épaulé par la belle Zoe, Edgar se lance à la recherche de Peter et découvre qu’une nouvelle drogue, la soif, conçue à base de sang vampirique, est disponible sur le marché…
Alors qu'il dispose de très peu de temps pour endiguer cette nouvelle menace, Edgar est contraint de ressortir lampes à UV, pieux aiguisés et autres grenades d'eau bénite du placard !

## Fiche technique
- Titre original : Lost Boys: The Thirst
- Titre français : Génération perdue 3 : L'Origine du mal
- Réalisation : Dario Piana
- Scénario : Hans Rodionoff et Evan Charnov, d'après les personnages de Génération perdue créés par Janice Fischer et James Jeremias
- Direction artistique : Egbert Kruger
- Décors : Tom Olive
- Costumes : Danielle Knox
- Photographie : Stefano Morcaldo
- Montage : Tony Solomons
- Musique : Elia Cmiral
- Production : Thomas Becker, Giorgio Borghi, Corey Feldman, Phillip B. Goldfine, Vlokkie Gordon, Basil Iwanyk, Kent Kubena, Dario Piana et Bryan S. Sexton.
- Sociétés de production : Thunder Road Pictures, Hollywood Media Bridge et Film Afrika-ApolloMovie
- Société de distribution : Warner Home Video
- Pays d'origine :  États-Unis,  Afrique du Sud et  Allemagne
- Langue originale : anglais
- Format : couleur - 2.35 : 1 - Dolby Digital - 35 mm
- Budget : 4 400 000 USD
- Genre : comédie horrifique, fantastique
- Durée : 81 minutes
- Dates de sortie :
  - États-Unis : 12 octobre 2010 (DTV)
  - France : 21 mai 2018 (sur TF1 Séries Films[1])

## Distribution
- Corey Feldman : Edgar Frog
- Jamison Newlander (en) : Alan Frog
- Casey B. Dolan : Zoe
- Tanit Phoenix : Gwen Lieber
- Seb Castang (de) : DJ X
- Felix Mosse : Peter
- Sean Cameron Michael (en) : Ira Pinkus
- Matthew Dylan Roberts : Blake
- Joe Vaz (it) : Claus
- Porteus Xandau Steenkamp : Johnny Trash
- Matthew Kalil : The Valet
- Corey Haim : Sam Emerson (scènes extraites du premier film)

## Production
Corey Feldman, qui tient le rôle principal, s'est beaucoup impliqué dans cette suite : en plus de produire ce troisième opus, il a aussi composé l'une des chansons du film (Disconnected).
Le tournage a débuté en novembre 2009, au Cap en Afrique du Sud,.
Corey Haim a annoncé qu'il ne participerait pas au film, en raison d'un planning très chargé. Avant sa mort, en mars 2010, il avait toutefois manifesté son intérêt quant à la participation à un éventuel quatrième film. Le film lui est par ailleurs dédié.

## Bande originale
1. Aiden - Cry Little Sister (reprise du thème de Génération perdue)
2. Hyper - Replica
3. Benassi Bros. - I Love My Sex
4. Truth Movement - Disconnected
5. Glen Morris - I Got The Blues
6. White Demons - Tear It Up
7. Joe Montgomery - Planetary Run
8. Vandalism - Vegas
9. The Blackest Bones - Devil's Got My Soul
10. London To Tokyo - Hell Yeah
11. The Toxic Avenger - Toxic Is Dead
12. Blue Stahli - Kill Me Everytime
13. The Gunnery - The Real Dream
14. The Waking Hours - New Revolution

## Sortie et accueil
Aux États-Unis, le film est disponible en DVD et Blu-ray dès le 12 octobre 2010.
Génération Perdue 3 : L'origine du mal est nommé dans différents festivals, tels le Cinema Audio Society et la Motion Picture Sound Editors.

## Saga
Génération perdue 3 : L'origine du mal est le 3e opus de la saga Génération perdue : il fait suite au film culte de 1987 et à Génération perdue 2. À noter que seuls Corey Feldman et Jamison Newlander sont présents dans les trois volets. Le thème musical de la saga, Cry Little Sister, est par ailleurs présent dans chaque opus.
Un quatrième film a été un temps envisagé, avec Corey Feldman, Jamison Newlander et Chance Michael Corbitt.

## Autres médias
Il existe également une mini-série de comics intitulée The Lost Boys: Reign of Frogs. Elle fait le lien entre les deux films et éclaircit certains points sombres du premier volet. Publiée en un seul tome, elle est traduite en français en 2009, sous le titre de Génération perdue - Reign of Frogs par l'éditeur Marvel Panini France.